# بيدا (روما القيصرية)
بيدا (بالإنجليزية: Bida) هي مستعمرة رومانية وأبرشية في موريتانية القيصرية وهي الآن كنيسة رومانية كاثوليكية.
توجد آثارها اليوم قرب الجمعة صهاريج [الإنجليزية] في ولاية تيزي وزو بالجزائر.